# Mitsuoka Orochi
Mitsuoka Orochi (Japansk 大蛇) er en bilmodel fra den japanske bilproducent Mitsuoka Motors. Modellen blev først bygget i 2001, fik ansigtsløftninger i 2003 og 2005 og blev sat i produktion i 2007. Orochi er en såkaldt superbil, og er opkaldt efter Orochi, en ottehovedet slange fra japansk mytologi.

## Historie
Orochi blev første gang præsenteret som konceptbil i 2001, bygget på chassiset fra Honda NSX og vist på biludstillingen i Tokyo samme år. Mitsuoka fortsatte at videreudvikle modellen, og præsenterede en ny model i 2005, Orochi Nude-Top Roadster.
I oktober 2006 lancerede Mitsuoka produktionsudgaven av modellen, udstyret med en 3,3 liters Toyota MZ-V6-motor på 230 hestekræfter. Produktionen er begrænset til 400 eksemplarer over fire år, til en pris på 89.000 amerikanske dollar (omkring 0,5 mio. DKK).
Den 30. januar 2008 annoncerede Mitsuoka Motors at de skal bygge 20 eksemplarer af en specialmodel kaldet Orochi Zero. Denne skal kun være tilgængelig gennem forhåndsbestillinger, vil leveres til kunder i juni og er kun tilgængelig i én farve.

## Modtagelse
Mitsuoka Orochi er blevet bredt kritiseret af amerikanske og engelske anmeldere. Den er blevet kaldt "Verdens grimmeste bil" af Jalopnik, og Orochi er blevet kritiseret for dens udseende. Ikke alle anmeldere er dog kritiske, og Orochi er også blevet kaldt "modig" og "polariserende".